# Stara Huta (powiat garwoliński)
Stara Huta – wieś sołecka w Polsce położona w województwie mazowieckim, w powiecie garwolińskim, w gminie Garwolin.
| SIMC    | Nazwa | Rodzaj    |
| ------- | ----- | --------- |
| 0671237 | Sęk   | część wsi |

W latach 1975–1998 miejscowość należała administracyjnie do województwa siedleckiego.
Na terenie wsi znajduje się osiem krzyży, w tym trzy tzw. choleryczne oraz dwie kapliczki.
Wierni Kościoła rzymskokatolickiego należą do parafii św. Bartłomieja Apostoła w Osiecku.